# Svájc földrajza
Svájc Közép-Európában elhelyezkedő hegyes, tengerpart nélküli ország, területe 41 285 km2, lakosainak száma 7 544 661 fő. Öt országgal határos: Németországgal északon, Liechtensteinnel és Ausztriával keleten, Olaszországgal délen és Franciaországgal nyugaton. Az ország kelet–nyugati irányú hossza 350 kilométer, észak–déli irányban 220 kilométer.
Az Alpok nagy része Svájc területére esik, az ország nagy területét elfoglalva. A hegységtől északra található a Svájci-fennsík, ahol az ország lakosságának nagy része él. Ettől nyugatra található a kisebb Jura-hegység. Svájcnak három nagyobb tava van, a Genfi-tó, a Neuchâteli-tó és a Boden-tó, melyen Németországgal és Ausztriával osztozik. Nagyobb folyók forrásai, mint a Rajna, a Rhône vagy az Inn mind az Alpokban vannak.
Svájc közigazgatásilag 26 kantonra oszlik, hivatalos nyelve pedig négy van: német, olasz, francia és rétoromán.

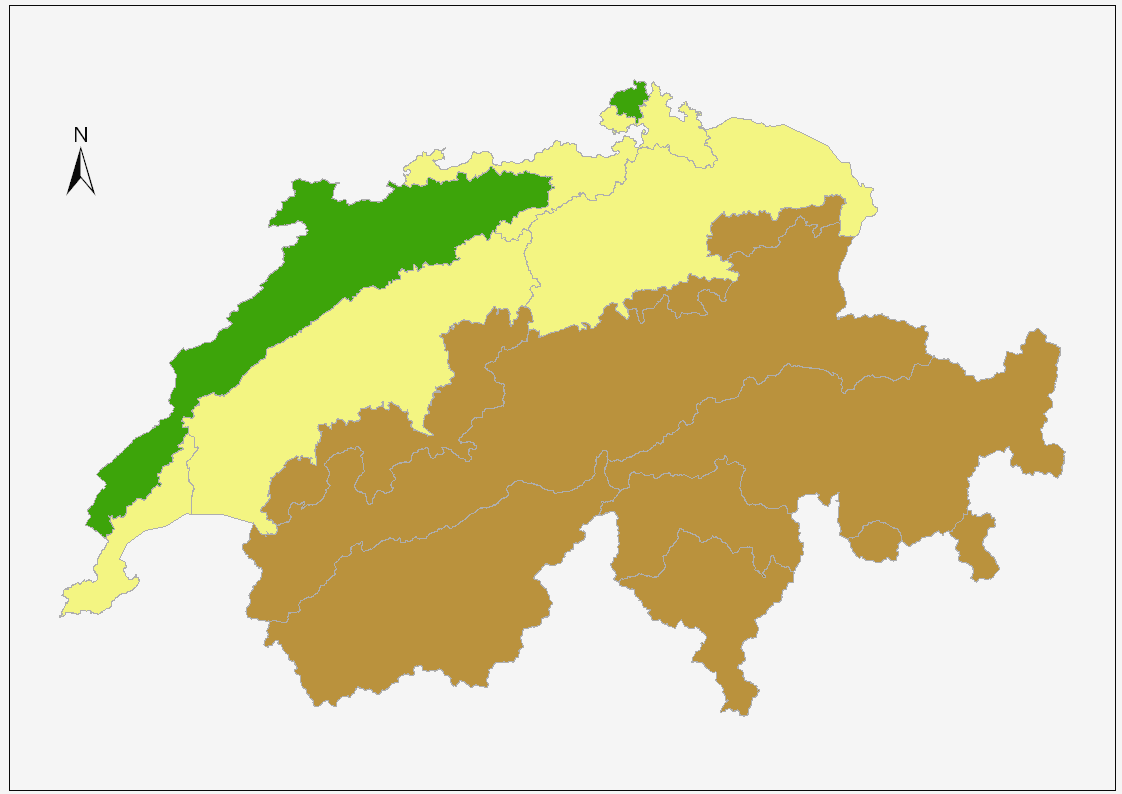
A három fő földrajzi régió Svájcban

Vízgyűjtő területek Svájcban

## Domborzata

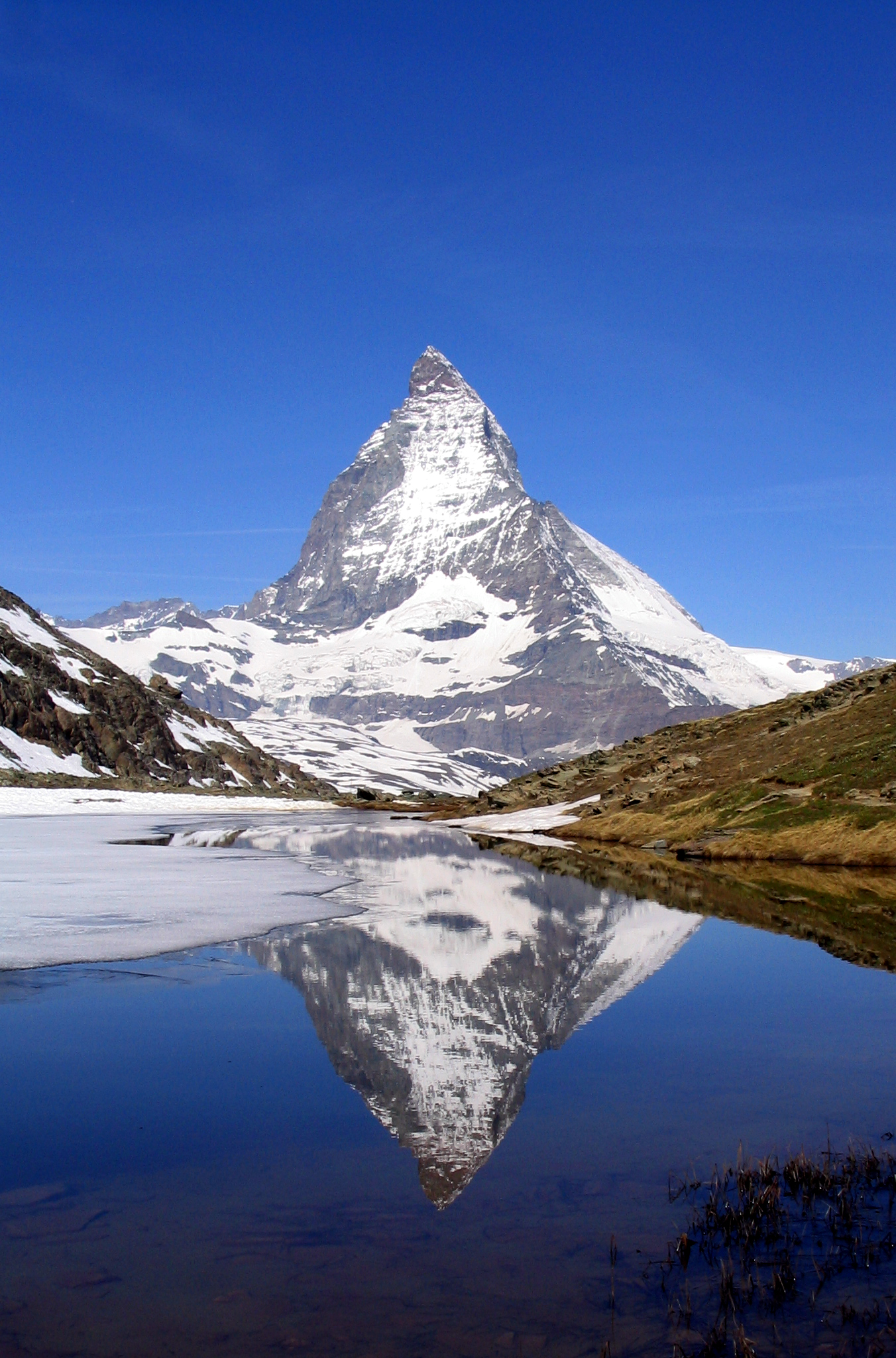
A Riffelseeben tükröződő Matterhorn

Az ország domborzatilag tagolt. Három nagyobb tájegységre osztható: 
- Tájképét az ország déli felén, kelet felé egyre nagyobb területen emelkedő és területének mintegy 60%-át elfoglaló Alpok határozza meg. Láncai a Gotthard-masszívumban futnak össze. Legmagasabb pontja a 4634 m-es Monte Rosa-csoportban található Dufourspitze. Itt találhatók Európa leghosszabb gleccserei is, mint az Aletsch-gleccser, mely eléri a 24 km-t.
- Jura-hegység: a hegyvidék mészkőláncai illetve táblái a francia határ mentén sorakoznak.
- Svájci-fennsík: a Jura és az Alpok között kb. 300 km hosszú hullámos dombvidék, az ország gazdasági centruma.

Lásd még: Svájc hágóinak listája

## Vízrajza
Az Alpokban ered a forrása számos európai folyamnak, köztük a Rajna, a Rhône, az Inn, az Aare és a Ticino folyónak, amelyek a Genfi-tó, Zürichi-tó, Boden-tó, Neuchateli-tó vizét is táplálják.
Lásd még: Svájc tavainak listája, Svájc folyóinak listája

## Éghajlata
Az északi, sűrűbben lakott országrész nyitottabb, de még így is meglehetősen hegyes-völgyes, az északnyugaton elterülő Jura-hegység mészkővonulataival. Svájc klímája általában mérsékelt, helyenként nagy ingadozásokat mutatva, a magashegységi zord klímától a Svájc déli csücskénél előforduló kellemes mediterrán éghajlatig.

## Növény- és állatvilága
Legismertebb növénye a védett havasi gyopár. Ez egy kis fehér szirmú virág, ami alpesi területeken fordul elő.
Legismertebb kutyafajtái a bernáthegyi és a berni pásztor. Mindkettő főleg mentőkutyaként ismert.

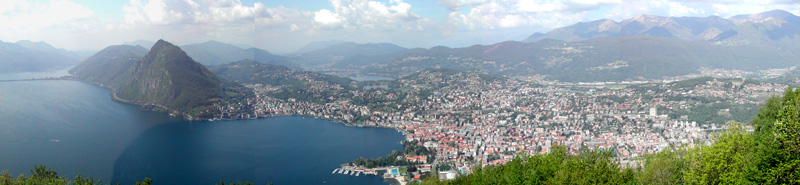
Luganoi panoráma